# Divadlo Spirála
Divadlo Spirála, od roku 2024 Nová Spirála je divadlo stojící v areálu pražského výstaviště.

## Název divadla
Název divadla byl odvozen od spirálové rampy, která představuje nosný prvek celého interiéru. Návštěvníci se na svá sedadla dostávají právě pomocí navzájem se prolínajících spirálových ramp, které kolem dokola obepínají jeviště.

## Dějiny scény

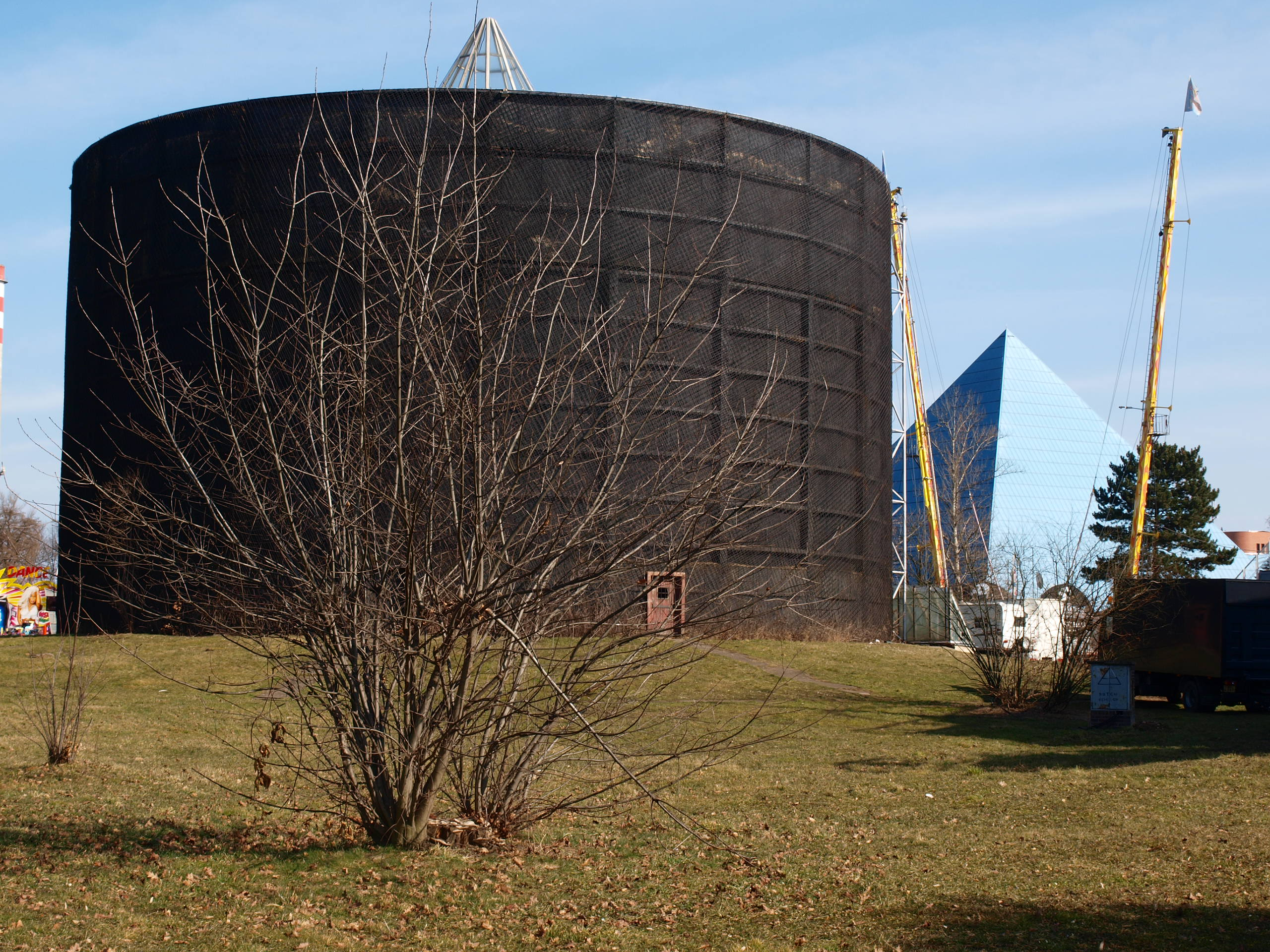
Divadlo Spirála, rok 2015. V pozadí vpravo je patrné divadlo Pyramida společnosti GoJa

U příležitosti Jubilejní výstavy, uspořádané na pražském výstavišti v roce 1991, byla provedena mj. přestavba bývalého panoramatického Kruhového kina pro novou divadelní scénu. Investorem byla Společnost Jubilejní výstavy, autory architektonického řešení pak Jindřich Smetana, Jan Louda, Tomáš Kulík a Zbyšek Stýblo. Statiku ocelové konstrukce zajišťovali T. Pačes a V. Janata ze společnosti EXCON, divadelní technologie navrhli B. Michailov a J. Polidar.
Objekt byl vyznamenán čestným uznáním PQ 1991 a v roce 1993 oceněn Grand Prix Obce architektů v kategorii Rekonstrukce a zároveň Hlavní cenou Velkou modrou kostkou.
Divadlo Spirála je tvořeno ze dvou hlavních částí. Jsou jimi mohutný černý válec a obslužný prostor, který není zvenčí vůbec patrný. Přístup do divadla je veden zapuštěním rampy pod okolní povrch. Za ohromným válcem je ukryto netradičně komponované jeviště i hlediště s kapacitou 800 diváků. Provozní prostory jsou rozmístěny pod úrovní terénu přibližně do dvou křídel písmene L a jsou ze dvou stran přimknuty k centrální válcové hmotě.

## Povodně v roce 2002
V srpnu 2002 postihla Prahu ničivá povodeň, která se nevyhnula ani areálu Výstaviště. Pod vodou se ocitla celá spodní část parku, včetně divadla Spirála. Poškozené divadlo bylo uzavřeno a pomalu chátralo. Nájemce výstaviště, společnost Incheba Praha, požádala již v roce 2008 o jeho demolici. V roce 2017 byla odsouhlasena vedením Prahy rekonstrukce vzhledem k odhadované ceně demolice cca 40 milionů. Rekonstrukce za zhruba 100 milionů měla proběhnout v roce 2020. Do prvního kola soutěže o zakázku s vyhlášenou cenou 65 milionů se nepřihlásil žádný dodavatel. Rekonstrukce začala v roce 2021, má stát 115 mil. Kč a dalších 39 mil. Kč má stát osazení prostor divadelní technikou. Rekonstrukce měla být dokončena do konce roku 2022.[potřebuje aktualizovat]

## Znovuotevření (2024)
Na 3. října 2024 proběhlo slavnostní znovuotevření. Divadlo nově nese název Nová Spirála.[potřebuje aktualizovat]

## Uváděné inscenace
- Faust[5] 1992–?
- Jesus Christ Superstar 1994–1998
- Evita 1998–2000
- Romeo a Julie 2000–2002
- Brouci – Evangelium podle Beatles 2001–2002

Od roku 2024
- Spirála Vzkříšení (hudební show, premiéra 3.10.2024)
- Madisonské mosty (činohra, premiéra 7.11.2024)
- The Saturn Revue (varietní show, premiéra 4. září 2025)

Oprava za více než 300 mil. Kč z let 2021-2024 zachovala původní charakter stavby. Přibylo nové technické vybavení. Vznikl i malý sál pro menší umělecké projekty, nově byl postaven bar s občerstvením.